# Liste von Sehenswürdigkeiten in Zhuzhou
Die Liste von Sehenswürdigkeiten in Zhuzhou führt die national bewerteten AAAA- und AAA-Touristenattraktionen sowie weitere bekannte Sehenswürdigkeiten in der chinesischen Stadt Zhuzhou auf.

## Liste der Sehenswürdigkeiten
| Bild                           | Name Deutsch                                                                     | Name Chinesisch    | Status | Adresse                                                               | Beschreibung |
| ------------------------------ | -------------------------------------------------------------------------------- | ------------------ | ------ | --------------------------------------------------------------------- | --- |
|                                | Yandi-Mausoleumsbezirk                                                           | 炎帝陵景区         | AAAA   | Kreis Yanling, Luyuanzhen (Lage)                                      | eines von landesweit vielen Mausoleen des legendären Urkaisers Shennong                                         |
|                                | Zhuzhou Fang Te Fröhliche Welt                                                   | 株洲方特欢乐世界   | AAAA   | Kreis Yanling, Stadtbezirk Shifeng, Huaqiangstr. 88 (Lage)            | größter Freizeitpark der vierten Generation in Zentralchina, Abenteuerpark der Fantawild Holdings               |
|                                | Shennong-Tal-Nationalforstpark                                                   | 神农谷国家森林公园 | AAAA   | Kreis Yanling, Shiduzhen, etwa 20 km östlich der Stadt Yanling (Lage) | 10.000 Hektar Waldfläche, Wasserfälle mit hohem Anteil an negativ geladenen Sauerstoffionen                     |
|                                | Naturlandschaft Yunyang-Berg                                                     | 云阳山风景区       | AAAA   | Kreis Chaling, Shibaqiu (Lage)                                        | 1.130 Meter hoher Berg, war angeblich ein Lehen des Urkaisers Shennong                                          |
|                                | Lingfeng                                                                         | 酃峰               | AAAA   | Kreis Yanling (Lage)                                                  | mit 2115,2 Metern höchster Berg in Hunan, auch als Shennongfeng bekannt                                         |
|                                | Naturlandschaft Youxian-See                                                      | 酒仙湖景区         | AAA    | Kreis You, südöstlich von Jiubujiangzhen (Lage)                       | Nationalgeopark, Nationalforstpark, Nationale Wasserschutzlandschaft, wurde 2016 von AAAA auf AAA runtergestuft |
|                                | Gelände der ehemaligen Arbeiter-, Bauern- und Soldatenregierung im Kreis Chaling | 茶陵县工农兵政府   | AAA    | Kreis Chaling (Lage)                                                  | |
|                                | Ehemalige Residenz von Genosse Li Lisan                                          | 茶陵县工农兵政府   | AAA    | Liling (Lage)                                                         | |
|                                | Xiannong-Altar                                                                   | 先农坛             | AAA    | Liling, Oststraße 30 (Lage)                                           | |
|                                | Naturlandschaft Xianren-Brücke                                                   | 先农坛             | AAA    | Kreis You, Qilicun (Lage)                                             | |
|                                | Naturlandschaft Dajing                                                           | 大京风景区         | AAA    | Stadtbezirk Lusong (Lage)                                             | |
|                                | Lusong Modestadt                                                                 | 芦淞服饰城         | AAA    | Stadtbezirk Lusong (Lage)                                             | größtes Modezentrum in Zentral- und Südchina                                                                    |
|                                | Museum für die Parolen der Roten Armee                                           | 红军标语博物馆     | AAA    | Kreis Yanling, Yanling-Stadt, Xinshi Str. (Lage)                      | |
|                                | Xīnshìjì-Töpferkunstmuseum                                                       | 红军标语博物馆     | AAA    | Liling, an der G106 (Lage)                                            | |
|                                | Shennong-Stadt                                                                   | 神农城             |        | Stadtbezirk Tianyuan, Shennong Avenue (Lage)                          | geplantes Kulturprojekt am Yandi-Platz                                                                          |
|                                | Zhuzhou Xiangjiang Landschaftsgürtel                                             | 株洲湘江风光带     |        | entlang des Ufers vom Xiangjiang (Lage)                               | geplantes Großprojekt zur Aufwertung des Flussufers                                                             |
| Halle 2 im Stadtplanungsmuseum | Zhuzhou Stadtplanungsmuseum                                                      | 株洲市规划展览馆   |        | Stadtbezirk Tianyuan, Tiantai Str. (Lage)                             | erstes Stadtplanungsmuseum in Hunan                                                                             |
|                                | Xiangshan-Park                                                                   | 湘山公园           |        | Kreis Yanling, Yanling-Stadt (Lage)                                   | Provinzforstpark mit einer Gesamtfläche von 75.000 Hektar                                                       |
|                                | Miquan Shuyuan                                                                   | 洣泉书院           |        | Kreis Yanling, Yanling-Stadt (Lage)                                   | Akademie aus der Song-Dynastie                                                                                  |